# Gary Ilman
Gary Ilman (n. 13 august 1943, Glendale, California, SUA – d. 16 august 2014) a fost un înotător american, medaliat olimpic. A participat la o ediție a Jocurilor Olimpice (1964) în care a câștigat 3 medalii de aur.